# Pasłęk
Pour la gmina, voir Pasłęk (gmina).
Pasłęk (en allemand Preußisch Holland, littéralement Hollande de Prusse ; en vieux-prussien : Pāistlauks) est une ville de Pologne de la voïvodie de Varmie-Mazurie. Son nom allemand vient du fait que l'on y a fait venir des colons de Hollande pour fonder la ville. L'équivalent polonais du nom est calqué sur le nom vieux-prussien de l'endroit : Passis Lukis (Passis : sur la pointe, Lukis : quartier).

## Histoire

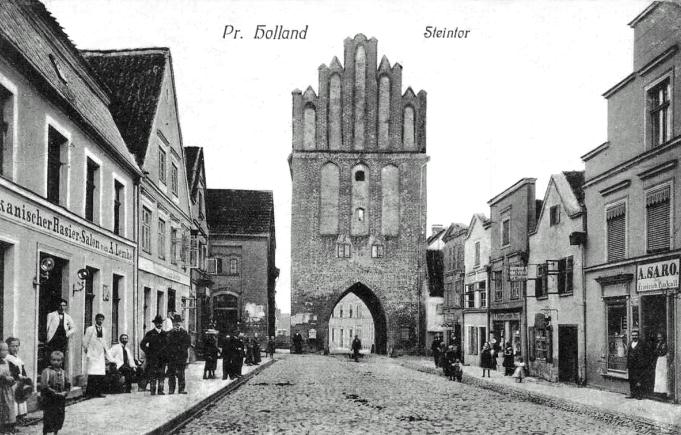
Le Steintor, ou la Porte de Pierre à Preussisch Holland vers 1900

### Moyen Âge et Ordre teutonique
L'endroit s'appelait avant l'arrivée des chevaliers teutoniques Pazluk et comportait une maison fortifiée. Le grand-maître de l'Ordre Teutonique, Ménard de Querfurt, fait venir de Hollande en 1288 des charpentiers, des experts en construction de digues pour assainir, défricher et coloniser cette région à demi-sauvage. Une partie d'entre eux fonde le village de Holland (plus tard appelé Hollande de Prusse, Preußisch Holland en allemand) qui reçoit le statut de ville en 1297, selon les privilèges du droit de Culm. Il est spécifié dans la charte que les Hollandais sont les primi locatores de l'endroit.
Les chevaliers teutoniques entourent la ville et le château reconstruit de remparts et de fortifications, ce qui en fait la place forte la plus importante de l'Oberland prussien. Le grand-maître Konrad von Jungingen fonde en 1410 l'hospice de la ville qu'il dédie au Saint-Esprit. Peu après les troupes polonaises s'emparent de la ville qu'il faut reconstruire. Les Polonais reviennent en 1414, mais cette fois-ci ils ne parviennent pas à leurs fins à cause des fortifications de la ville. La guerre contre la Pologne coûte cher aux chevaliers qui se trouvent quasiment en faillite. Par la suite la noblesse locale allemande cherche à se débarrasser de l'Ordre et fait appel aux Polonais. Ils s'allient ensuite dans une confédération prussienne à laquelle appartient Holland qui ainsi prend part à la Guerre de Treize Ans contre Heinrich von Plauen, grand-maître de l'Ordre teutonique. La Pologne est victorieuse et la province à l'ouest de l'Elbing et de la Weichsel, majoritairement de population allemande, passe sous domination polonaise.

### Duché de Prusse

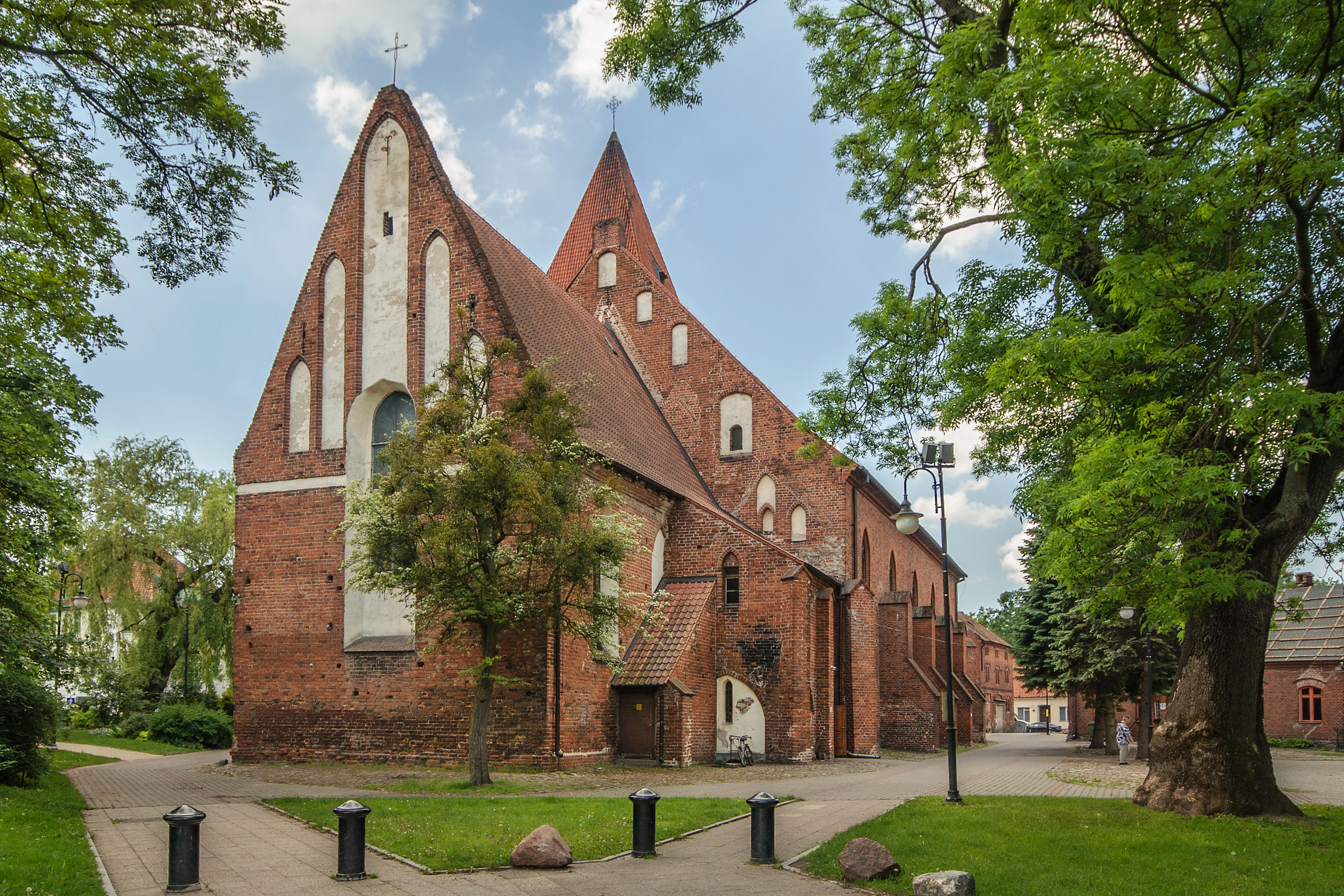
Vue de l'église Saint-Barthélémy, luthérienne entre le XVIe siècle et 1946, aujourd'hui principale église catholique de la ville

Le château est de nouveau assailli et détruit en 1521 par les Polonais, après la Guerre polono-teutonique de 1519-1521. L'Ordre est sécularisé en 1525 et ses possessions deviennent le duché de Prusse, vassal de la Pologne, qui adopte rapidement le protestantisme luthérien. La ville de Preussisch Holland souffre d'un incendie en 1543 et le duc Albert de Brandebourg octroie des aides financières pour la reconstruction de la ville. Pendant le cours du XVIe siècle, de nouveaux Hollandais qui fuient les persécutions religieuses sont installés à Preussisch Holland, suivis au siècle suivant d'Écossais et de huguenots, après la révocation de l'édit de Nantes. Les Écossais sont particulièrement nombreux et fondent une colonie qui s'appelle la Nation écossaise. Il reconstruisent la partie ancienne de la ville, en faisant un des endroits de Prusse des plus pittoresques que l'on surnomme la Rothenburg de Prusse-Orientale. De plus de nouveaux colons allemands viennent chaque année grossir la population.
Les Suédois s'emparent de Preussisch Holland pendant la guerre polono-suédoise en 1627, et le roi Gustave-Adolphe de Suède y demeure le 19 octobre. Deux ans plus tard, c'est la peste qui frappe la ville. 744 habitants y succombent. En 1656, le roi Charles-Gustave de Suède y rencontre le grand-électeur Frédéric-Guillaume Ier de Brandebourg pour le convaincre de s'unir à lui. Néanmoins Preussisch Holland devient en 1659 la garnison de cinq mille soldats de l'armée suédoise. La ville souffre encore de deux incendies, en 1663 et en 1695.

### Guerres napoléoniennes

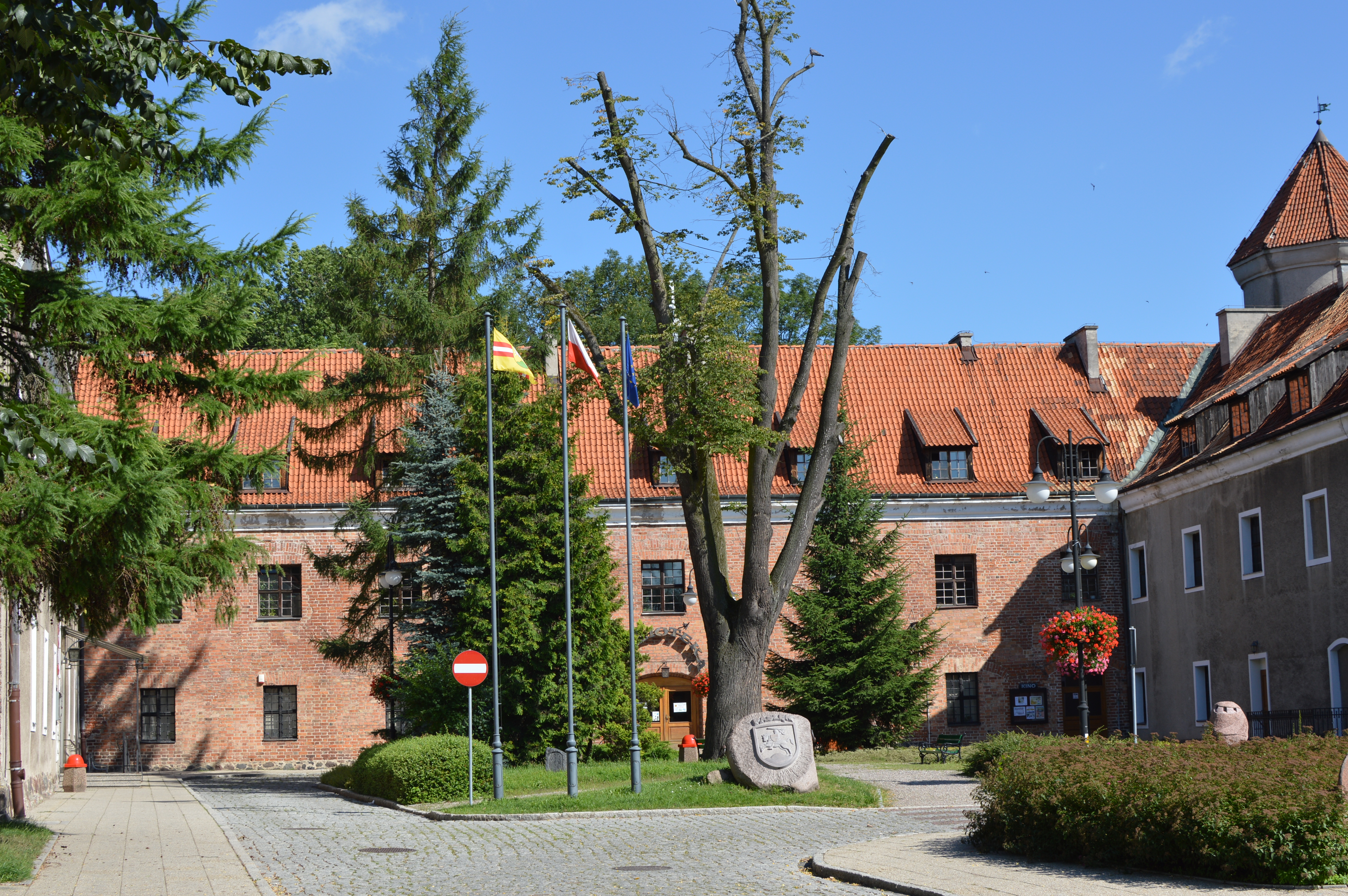
Vue du château de Paslek (anciennement Burg Holland), construit par les chevaliers teutoniques et occupé par les troupes napoléoniennes

En 1752, cette région majoritairement germanophone est unie au royaume de Prusse. Une réforme administrative met fin au district de l'Oberland prussien et Preussisch Holland fait désormais partie du nouveau district de Mohrungen. La population de la ville atteint 2 900 habitants en 1780 à une époque de prospérité. Lorsque la Prusse passe sous domination française à l'époque napoléonienne, l'empereur des Français s'y arrête le 24 février 1807 et le maréchal Bernadotte y installe son quartier-général pendant quelques semaines. Lorsque la Grande Armée commence sa campagne de Russie en 1812, tous les troupeaux à cornes et les voitures à cheval, charrettes, etc. des environs sont réquisitionnés pour l'armée de Napoléon. Un an plus tard, la retraite de Russie fait une fois de plus traverser, cette fois-ci en sens inverse, une armée en déroute. Peu après, soixante-huit habitants s'unissent à un régiment de cosaques pour participer à la guerre de libération de 1813 contre la France et ses alliés.

### Après 1815
Une nouvelle réforme administrative fait de Preussisch Holland en 1815 le chef-lieu d'un nouveau arrondissement du même nom (de). La Reichsstraße 130 (de), construite entre 1845 et 1853 qui va de Dantzig à Elbing, relie Preussisch Holland à Elbing et à Osterode multipliant les échanges économiques. En 1884, c'est au tour du chemin de fer de jouer un rôle économique primordial. La ville est reliée à la ligne Güldenboden-Göttkendorf, ce qui lui permet d'atteindre Berlin par la Ostbahn, et Königsberg.
La ville ne souffre pas de dommages matériels pendant la Première Guerre mondiale, ainsi Preussisch Holland, qui fait partie de la province de Prusse-Orientale de l'État libre de Prusse, au sein de la nouvelle république allemande, a une population en hausse. Toutefois, un incendie la frappe en 1922. La population de Preussisch Holland atteint 6 343 habitants à la veille de la Seconde Guerre mondiale.

### Changement de population
L'Armée rouge fait son entrée en ville le 22 janvier 1945 et se livre à des saccages le jour suivant. Le centre historique et le château sont incendiés et détruits. Selon les conclusions des accords de Potsdam, la Prusse doit disparaître et ses habitants doivent la quitter à tout jamais. Pendant plusieurs mois, en 1945, les Allemands fuient la région et laissent la place à des Polonais de l'est, eux-mêmes chassés de la nouvelle Ukraine occidentale, entrée en Union soviétique. La ville est rebaptisée Pasłęk en 1946.

### Pologne
Une partie des anciens bâtiments de la ville sont restaurés ou reconstruits, comme l'hôtel de ville (pl), l'église principale, la Steintor (porte de pierre), etc. La ville fait désormais partie de la voïvodie de Varmie-Mazurie.

## Galerie

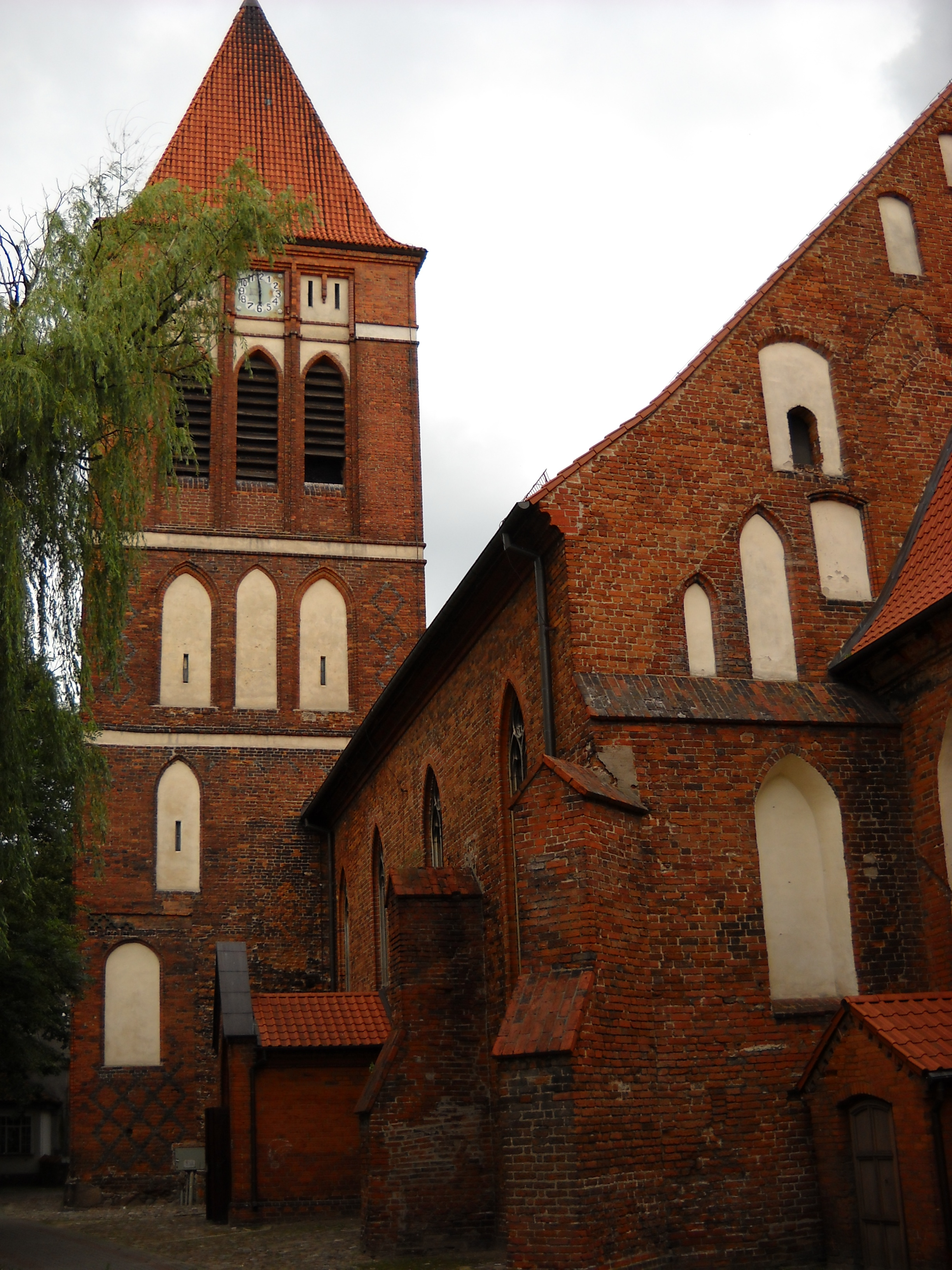
Clocher de l'église Saint-Barthélémy
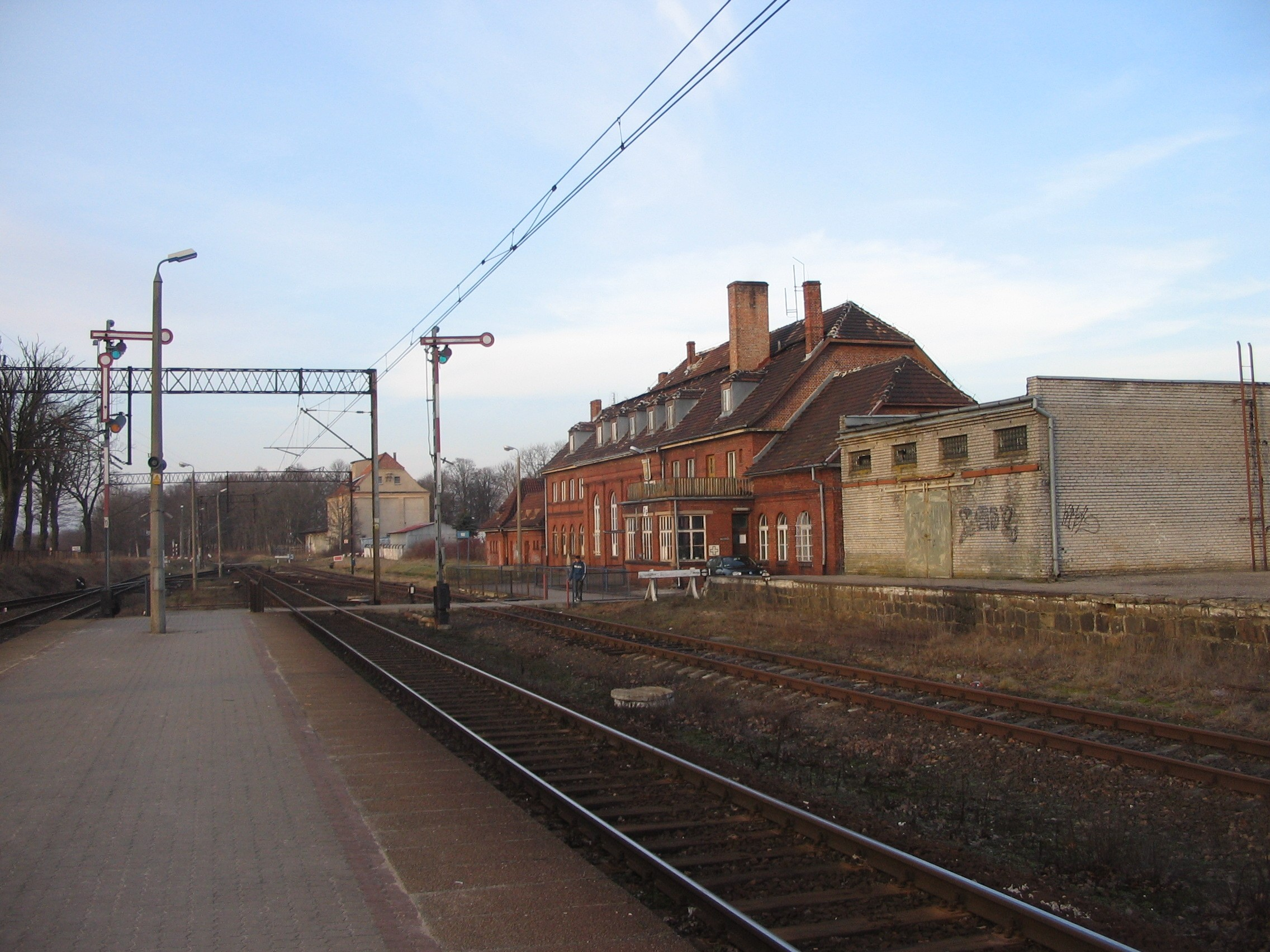
Gare de Paslek
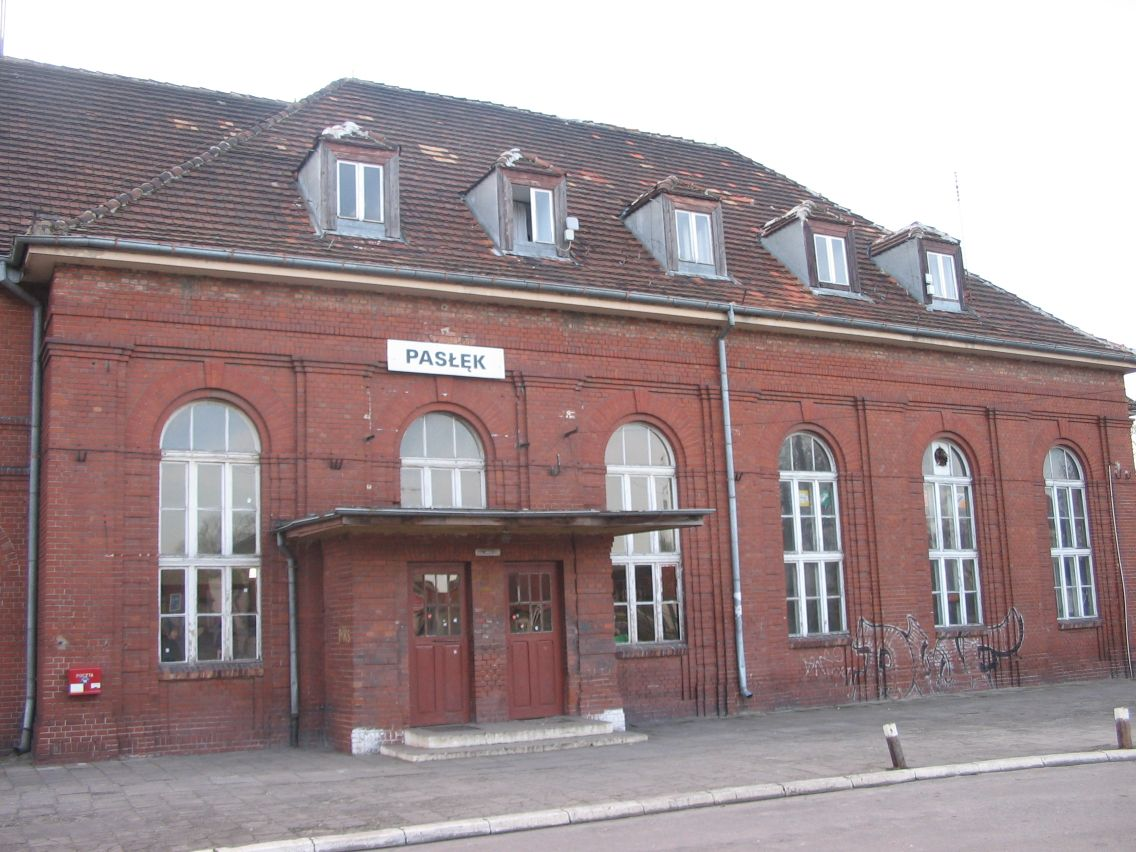
Entrée de la gare
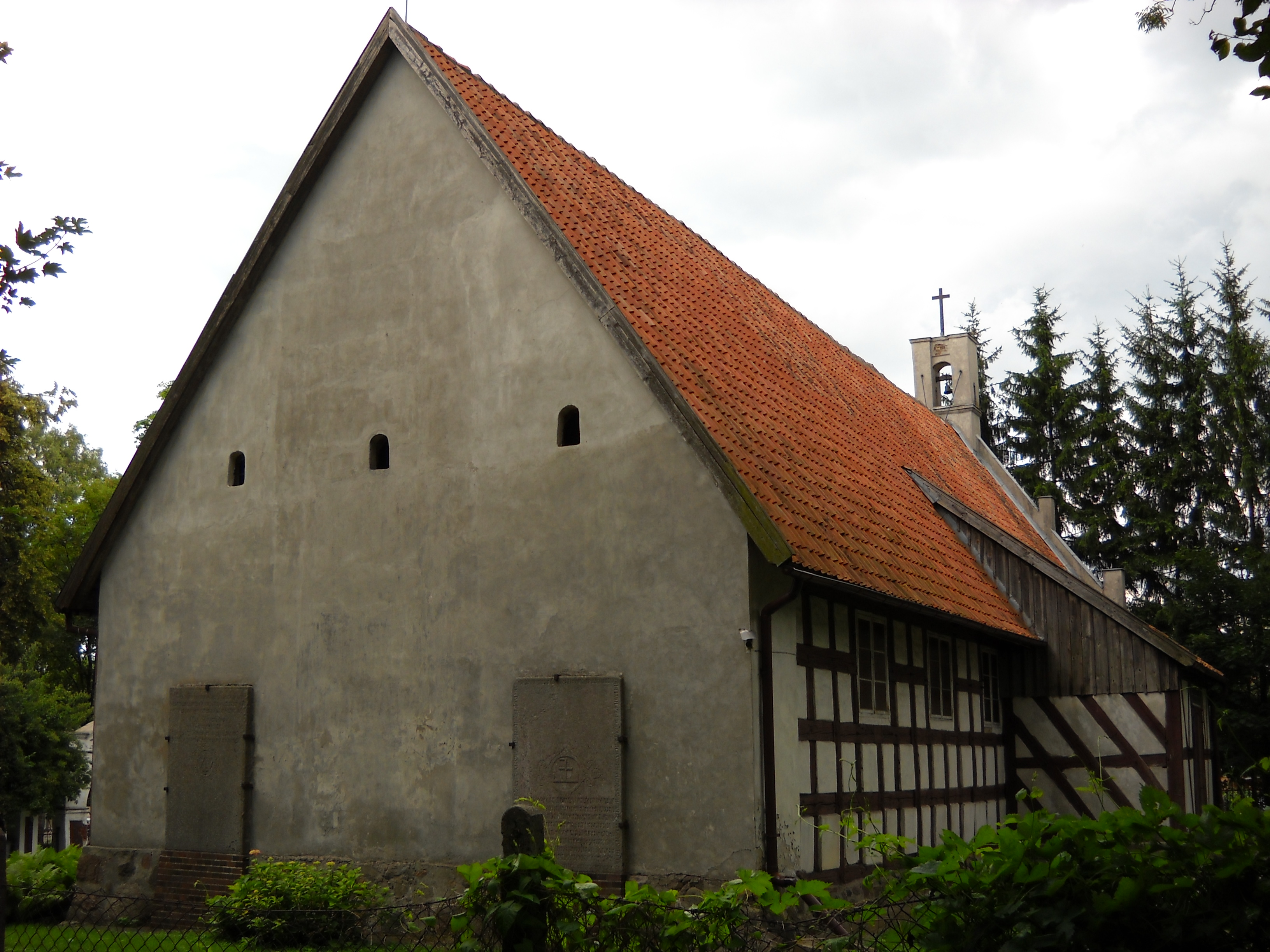
Vue de l'église évangélique-luthérienne actuelle

## Jumelages
| Ville | Ville       | Pays | Pays      |
| ----- | ----------- | ---- | --------- |
|       | Itzehoe     |      | Allemagne |
|       | La Couronne |      | France    |

## Personnalités
- Lotte Laserstein, peintre née en 1898